# Chaetostoma milesi
Chaetostoma milesi (лат.) — вид лучепёрых рыб из семейства кольчужных сомов, обитающий в Южной Америке.

## Описание
Общая длина достигает 13 см. Наблюдается половой диморфизм: самцы несколько больше самок. Голова большая, широкая. Глаза среднего размера, расположены сверху головы. Рот широкий, представляет собой присоску. По бокам рта усы. Туловище коренастое, немного вытянутое. Самцы стройнее, самки гладкие в области живота, особенно в период нереста. Спинной плавник умеренно длинный. Жировой плавник маленький. Грудные плавники удлинённые. Брюшные плавники широкие, у самцов более развиты. Анальный плавник немного удлинённый, с короткой основой. Хвостовой плавник широкий, усечённый наискосок снизу вверх.

## Образ жизни
Это донная рыба. Предпочитает пресную и чистую воду. Встречается в горных потоках с гравийно-каменистым и песчаным дном. Днём прячется среди камней или под корягами. Активна ночью. Питается преимущественно водорослями, а также мелкими беспозвоночными.
Продолжительность жизни составляет 10 лет.

## Распространение
Обитает в бассейнах рек Магдалена и Апуре.

## Галерея

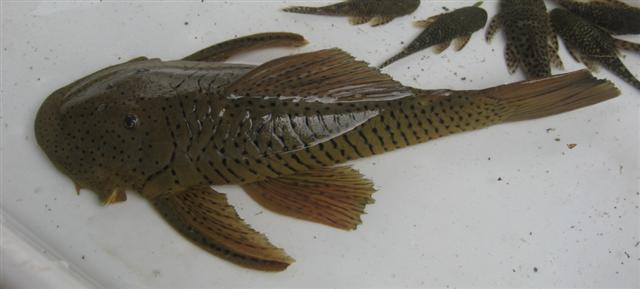
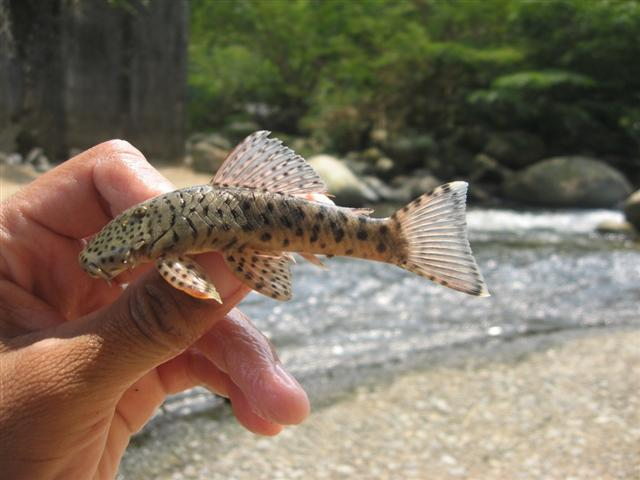